# Rosa Subils
Rosa Subils (n. 1928) fue una botánica, y profesora argentina.

## Biografía
Obtuvo su licenciatura en Ciencias biológicas, en la Facultad de Ciencias Exactas y Naturales, de la UBA. Es investigadora del CONICET en el Instituto Multidisciplinario de Biología Vegetal (IMBIV), en Córdoba, Argentina.
Se especializó en el estudio de la biología sistemática de la familia de las solanáceas, contribuyendo con gran número de investigaciones y publicaciones, muchas en coautoría con su colega Armando Theodoro Hunziker (1919-2001).

## Algunas publicaciones
- j.a. Astegiano, c. Ferreras, r. Torres, r. Subils, l. Galetto. 2007. Proliferación de "claveles del aire" (I): diversidad sobre algarrobos de jardines domésticos y percepción de los pobladores. Kurtziana 33 (1): 207=211

- armando t. Hunziker, rosa Subils. 1995. Tribu VIII, Salpiglossideae, Salpiglossis y Reyesia. Volumen 20, Parte 4 de Flora fanerogámica argentina. Editor Museo Botánico, IMBIV, Programa Proflora (Conicet), 5 pp.

- −−−−−−−−−−−−−−−−, −−−−−−−−. 1991. Estudios sobre Solanaceae XXXII. Sinopsis taxonómica de Juanulloa. Kurtziana 21: 209- 235

### Libros
- a.t Hunziker, g. Barboza, g. Bernardello, a.a Cocucci, r. Subils, c. Carrizo, m.t. Cosa, a. Romanuttu, s. Arroyo-Leuenberger, a. Anton. 2009. Solanaceae. En: Kubitzki, G. The families and genera of Vascular plants. Springer

- rosa Subils. 1995. Las especies de Euphorbia de la República Argentina. Editor Universidad Nacional de Córdoba, Dirección General de Publicaciones, 250 pp.

Salpiglossis, Leptoglossis and Reyesia (Solanaceae): a synoptical survey
Volumen 4, Número 2 de Trabajos del Museo Botánico
Autores	Armando Teodoro Hunziker, Rosa Subils
Edición	reimpresa
Editor	Universidad Nacional de Córdoba, 1979 43 pp.

### Capítulos de libros
- 1990.

## Honores
Miembro
- Sociedad Argentina de Botánica
- Sociedad Latinoamericana de Briología, varios periodos en la Comisión Directiva[2]

## Vida privada
- La abreviatura «Subils» se emplea para indicar a Rosa Subils como autoridad en la descripción y clasificación científica de los vegetales.[3]